# Брак, свеска друга
„Брак, свеска друга“ је југословенски филм из 1974. године. Режирао га је Славољуб Стефановић Раваси, а сценарио је написн по тексту Бранислава Нушића.

## Улоге
| Глумац           | Улога |
| ---------------- | ----- |
| Мелита Бихали    |       |
| Томанија Ђуричко |       |
| Предраг Лаковић  |       |
| Милка Лукић      |       |
| Павле Минчић     |       |
| Стеван Миња      |       |